# Sergij (Bulatnikov)
Sergij (světským jménem: Vladimir Leonidovič Bulatnikov; * 16. dubna 1950, Omsk) je ruský duchovní Ruské pravoslavné církve a emeritní biskup velikolukský a něvelský.

## Život
Narodil se 16. dubna 1950 v Omsku.
Po střední škole nastoupil na zdravotnické učiliště, které dokončil roku 1969. Následující rok se stal poslušníkem Pskovo-pečerského monastýru.
Sloužil jako psalomščik pskovské eparchie. Roku 1974 přešel do smolenské eparchie, kde se stal psalomščikem Vozněsenského chrámu v Gagarině.
Dne 14. dubna 1974 byl arcibiskupem smolenským a vjazemským Feodosijem (Procjukem) rukopoložen na diákona a 21. dubna na jereje. Stal se představeným Vveděnského chrámu vesnice Dokudovo.
Roku 1974 nastoupil na Moskevský duchovní seminář, který dokončil roku 1979.
Roku 1978 byl přijat do kléru kurské eparchie. Zde byl jmenován představeným Tichvinského chrámu vesnice Kuljevka.
Dne 13. listopadu 1979 byl postřižen na monacha se jménem Sergij na počest svatého Sergeje Radoněžského.
Roku 1983 odešel do kléru orelské eparchie, kde se stal představeným chrámu Povýšení svatého Kříže v Sevsku.
Roku 1985 nastoupil na dálkové studium Moskevské duchovní akademie a roku 1988 přešel na Leningradskou duchovní akademii.
Dne 9. února 1989 byl jmenován představeným chrámu Všech svatých v Priozersku a 11. dubna 1992 představeným Zeleněckého monastýru. Dne 10. června bylo toto jmenování schváleno Svatým synodem.
Roku 1994 byl poslán do brjanské eparchie, aby zde založil monastýr. Dne 27. prosince vyl ustanoven představeným Ploščanské pustyně.
Dne 29. května 2013 jej Svatý synod zvolil biskupem klincovským a trubčevským. Dne 11. června byl oficiálně jmenován biskupem a 13. června proběhla jeho biskupská chirotonie. Hlavním světitelem byl patriarcha moskevský a celé Rusi Kirill.
Dne 25. prosince 2013 byl zařazen do Komise pro záležitosti starověreckých farností a vztahy se starověrci.
Dne 26. prosince 2014 byl převeden na velikolukskou katedru. Od 15. května 2025 je biskupem emeritním a jako místo pobytu mu byl určen Pskovo-pečerský monastýr.